# Simha Pratt
Simha Pratt (hebräisch שִׂמְחָה פראט Simchah Prāṭ; * 26. November 1916 in Riwne; † 1. Januar 2003 oder August 2002) war ein israelischer Diplomat.

## Leben
Simha Pratt heiratete Malca Rokach.
Er studierte an der Universität Basel und kam 1926 in das Gebiet des Völkerbundsmandat für Palästina.
Anschließend studierte er bis 1934 an der Universität London Rechtswissenschaft und erhielt eine Zulassung als Rechtsanwalt im Vereinigten Königreich. Bis 1953 übte er den Beruf des Rechtsanwalts in Tel Aviv aus, dann trat er in den auswärtigen Dienst.
Von 1953 bis 1956 war er Generalkonsul in Chicago. 1956 war er Botschaftsrat in Moskau. Von 1957 bis 1961 war er Vertreter der israelischen Regierung beim UN-Hauptquartier und Generalkonsul in New York City. Von 1961 bis September 1963 war er Generalkonsul und Ministre plénipotentiaire in Pretoria.
Im März 1964 legte er sein Akkreditierungsschreiben in Mexiko-Stadt vor, wo er bis 1964 als Botschafter fungierte. 1966 leitete er die Abteilung Commonwealth of Nations im Außenministerium. Im Juni 1967 überreichte er sein Akkreditierungsschreiben Richard Casey, Baron Casey in Canberra, wo er bis 1970 als Botschafter fungierte. In dieser Zeit war er ebenfalls bei den Regierungen in Wellington, Neuseeland, und Suva, Fidschi, akkreditiert.